# Джейми Коуп
Джейми Коуп (на английски: Jamie Cope) е английски професионален играч на снукър, роден на 12 септември 1985 година в Стоук-он-Трент, Staffordshire, Англия. Той притежава агресивен и много бърз стил на игра. Има два по-значими успеха: полуфинал на Гран При през 2006 г. и финал на Откритото първенство на Китай през 2007 г.
През сезон 20004/05, още като аматьор Джейми Коуп постига забележителни успехи, печелейки четири турнира. Това му дава тласък да влезе сред най-добрите в този спорт. Неговото намерение е през първата година в професионалния снукър е да се класира сред първите 48 състезатели. Той постига това и дори достига до осминафинал в Гран При. По-късно през сезон 2005/2006 той достига първи кръг на Открито първенство по снукър на Китай и Открито първенство по снукър на Уелс. През този сезон Коуп постига победи над Джо Пери, Стив Дейвис, Джон Парът и Алън МакМанъс.
На 23 октомври 2006 г. Джейми Коуп прави максимален брейк от 147 в мач срещу Майкъл Холт по време на Голямата награда в Абърдийн, Шотландия. Той е едва на третия играч постигнал максимален брейк в историята на турнира след Рони О'Съливан и Джон Хигинс. (Том Форд е четвъртият човек, който направи максимален брейк на 15 октомври 2007 г.)
На 31 март 2007 Джейми Коуп достига до финал в Открито първенство по снукър на Китай. Не успява да победи Греъм Дот и губи с 9 - 5 фрейма. Коуп намира място на финала след последователни победи над Yang Qintianс 5 - 1 в квалификациите; над Марк Уилямс отново с 5 - 1 в квалификациите; над Стюарт Бингам с 5 - 4 в първия кръг; размаза с 5 - 0 Шон Мърфи в четвъртфинал и победа над Бари Хокинс с 6 – 5 фрейма.
През сезон 2008/2009 г. достига до 1/32 финалите на Шанхай Мастърс, но губи с 5 - 2 фрейма от Джон Хигинс. През следващия сезон се класира за основната схема и предстои мач срещу Греъм Дот
Интересен факт около Джейми Коуп е това, че по време на тренировка е успял да постигне абсолютния максимум в снукъра – 155 точки. Това е станало по време на тренировка пред свидетели, които са го потвърдили.
През 2008 г. достига осминафинал на Шанхай мастърс, който губи с 5 - 2 фрейма от Марк Уилямс. В срещата обаче Коуп реализира втория си максимален брейк от 147 в кариерата!

## Сезон 2009/10
| Турнир                    | Резутат | Спечелени пари | Ранкинг точки | Най-голям брейк | 100+ брейк | 50+ брейк | Брой спечелени срещи |
| ------------------------- | ------- | -------------- | ------------- | --------------- | ---------- | --------- | -------------------- |
| Шанхай мастърс 2009       |         | £              |               |                 |            |           |                      |
| Гран При 2009             |         | £              |               |                 |            |           |                      |
| Британско първенство 2009 |         | £              |               |                 |            |           |                      |
| Мастърс 2010              |         | £              |               |                 |            |           |                      |
| Първенство на Уелс 2010   |         | £              |               |                 |            |           |                      |
| Първенство на Китай 2010  |         | £              |               |                 |            |           |                      |
| Световно първенство 2010  |         | £              |               |                 |            |           |                      |
| Общо                      |         | £              |               |                 |            |           |                      |